# Élections législatives de 1910 dans l'Ariège
Les élections législatives de 1910 ont eu lieu les 24 avril et 8 mai 1910.

## Résultats à l'échelle du département
| Partis         | Partis                                         | Premier tour | Premier tour | Deuxième tour | Deuxième tour | Sièges |
| Partis         | Partis                                         | Voix         | %            | Voix          | %             | Sièges |
| -------------- | ---------------------------------------------- | ------------ | ------------ | ------------- | ------------- | ------ |
|                | Radicaux-socialistes                           | 27 165       | 50,69        | 9 487         | 50,89         | 2      |
|                | Radicaux                                       | 17 428       | 32,52        |               |               | 1      |
|                | Fédération républicaine                        | 6 716        | 12,53        | 8 861         | 47,54         | 0      |
|                | Section française de l'Internationale ouvrière | 2 166        | 4,04         |               |               | 0      |
|                | Divers                                         | 114          | 0,21         | 293           | 1,57          | 0      |
|                |                                                |              |              |               |               |        |
| Inscrits       | Inscrits                                       | 74 788       | 100,00       | 24 661        | 100,00        | 3      |
| Votants        | Votants                                        | 54 171       | 72,43        | 18 680        | 75,75         |        |
| Abstentions    | Abstentions                                    | 20 617       | 27,57        | 5 981         | 24,25         |        |
| Blancs et nuls | Blancs et nuls                                 | 582          | 1,07         | 39            | 0,21          |        |
| Exprimés       | Exprimés                                       | 53 589       | 98,93        | 18 641        | 99,79         |        |

## Résultats par arrondissement

### Arrondissement de Foix
| Candidat       | Candidat           | Parti                      | Premier tour | Premier tour |
| Candidat       | Candidat           | Parti                      | Voix         | %            |
| -------------- | ------------------ | -------------------------- | ------------ | ------------ |
|                | Théophile Delcassé | Radical (ARD)              | 9 419        | 50,77        |
|                | Roger Lafagette    | Radical-socialiste (PRRRS) | 9 120        | 49,15        |
|                | Divers             | Divers                     | 15           | 0,08         |
|                |                    |                            |              |              |
| Inscrits       | Inscrits           | Inscrits                   | 25 130       | 100,00       |
| Votants        | Votants            | Votants                    | 18 797       | 74,80        |
| Abstention     | Abstention         | Abstention                 | 6 333        | 25,20        |
| Blancs et nuls | Blancs et nuls     | Blancs et nuls             | 243          | 1,29         |
| Exprimés       | Exprimés           | Exprimés                   | 18 554       | 98,71        |

### Arrondissement de Pamiers
| Candidat       | Candidat           | Parti                      | Premier tour | Premier tour | Deuxième tour | Deuxième tour |
| Candidat       | Candidat           | Parti                      | Voix         | %            | Voix          | %             |
| -------------- | ------------------ | -------------------------- | ------------ | ------------ | ------------- | ------------- |
|                | Gustave Pédoya     | Radical-socialiste (PRRRS) | 8 147        | 45,87        | 9 487         | 50,89         |
|                | De Seynes-Larenque | FR                         | 6 716        | 37,82        | 8 861         | 47,54         |
|                | Girou              | SFIO                       | 2 166        | 12,20        | Retrait       | Retrait       |
|                | Fages              | Radical-socialiste         | 703          | 3,96         | Retrait       | Retrait       |
|                | Divers             | Divers                     | 28           | 0,16         | 293           | 1,57          |
|                |                    |                            |              |              |               |               |
| Inscrits       | Inscrits           | Inscrits                   | 24 661       | 100,00       | 24 661        | 100,00        |
| Votants        | Votants            | Votants                    | 17 932       | 72,71        | 18 680        | 75,75         |
| Abstention     | Abstention         | Abstention                 | 6 729        | 27,29        | 5 981         | 24,25         |
| Blancs et nuls | Blancs et nuls     | Blancs et nuls             | 172          | 0,06         | 39            | 0,21          |
| Exprimés       | Exprimés           | Exprimés                   | 17 760       | 99,04        | 18 641        | 99,79         |

### Arrondissement de Saint-Girons
| Candidat       | Candidat       | Parti               | Premier tour | Premier tour |
| Candidat       | Candidat       | Parti               | Voix         | %            |
| -------------- | -------------- | ------------------- | ------------ | ------------ |
|                | Maurice Second | Radical-socialiste  | 9 195        | 53,23        |
|                | Eugène Pérès   | Radical (FR et ARD) | 8 009        | 46,36        |
|                | Divers         | Divers              | 71           | 0,41         |
|                |                |                     |              |              |
| Inscrits       | Inscrits       | Inscrits            | 24 997       | 100,00       |
| Votants        | Votants        | Votants             | 17 442       | 69,78        |
| Abstention     | Abstention     | Abstention          | 7 555        | 30,22        |
| Blancs et nuls | Blancs et nuls | Blancs et nuls      | 167          | 0,96         |
| Exprimés       | Exprimés       | Exprimés            | 17 275       | 99,04        |